# Chlorocytus koponeni
Chlorocytus koponeni är en stekelart som beskrevs av Graham 1990. Chlorocytus koponeni ingår i släktet Chlorocytus och familjen puppglanssteklar.
Artens utbredningsområde är Madeira. Inga underarter finns listade i Catalogue of Life.